# Ulrico II della Frisia orientale
Ulrico II della Frisia orientale (Aurich, 6 luglio 1605 – Aurich, 1º novembre 1648) fu conte della Frisia orientale dal 1628 alla propria morte.

## Biografia
Nel complesso, la storiografia ha dipinto Ulrico II della Frisia orientale come un pessimo personaggio per la sua epoca. Solo con riluttanza egli aveva assunto la posizione di futuro erede al trono della Frisia orientale quando suo fratello Rodolfo Cristiano era morto.
Gli anni del suo governo, inoltre, vennero scanditi in pieno dalla Guerra dei Trent'anni che vide il continuo passaggio di truppe entro i confini della Frisia orientale, fatto al quale egli non rispose mai energicamente forse anche a causa della passività dei suoi cancellieri Wiarda e Bobart.
Malgrado questo egli si occupò attivamente di alcuni aspetti della società del suo tempo come l'istituzione di due scuole superiori nel 1631 a Norden e una ad Aurich nel 1646, dove ancora oggi l'istituto porta il suo nome.
Ulrico II morì nel 1648 proprio sul finire della Guerra dei Trent'anni e con il figlio ancora non in età necessaria per succedergli. Come tale venne nominato un comitasto di reggenza che venne presieduto come da tradizione da sua moglie Giuliana d'Assia-Darmstadt.

## Ascendenza
|                                           |                             |                                     | Genitori                      |  |  | Nonni |  |  | Bisnonni                              |  |  | Trisnonni                              |  |
|                                           |                             |                                     |                               |  |  |       |  |  | Enno II, conte della Frisia orientale |  |  | Edzard I, conte della Frisia orientale |  |
|                                           |                             |                                     |                               |  |  |       |  |  | Enno II, conte della Frisia orientale |  |  | Edzard I, conte della Frisia orientale |  |
|                                           |                             | Elisabeth von Rietberg              |                               |  |  |       |  |  | Enno II, conte della Frisia orientale |  |  |                                        |  |
| Edzard II, conte della Frisia orientale   |                             |                                     |                               |  |  |       |  |  | Enno II, conte della Frisia orientale |  |  |                                        |  |
|                                           |                             | Anna von Oldenburg                  | Johann V, conte di Oldenburg  |  |  |       |  |  |                                       |  |  |                                        |  |
|                                           |                             | Anna von Oldenburg                  | Johann V, conte di Oldenburg  |  |  |       |  |  |                                       |  |  |                                        |  |
|                                           |                             | Anna von Oldenburg                  | Anne von Anhalt-Zerbst        |  |  |       |  |  |                                       |  |  |                                        |  |
| Enno III, conte della Frisia orientale    |                             | Anna von Oldenburg                  |                               |  |  |       |  |  |                                       |  |  |                                        |  |
|                                           |                             | Gustav I, re di Svezia              | Erik Johansson Vasa           |  |  |       |  |  |                                       |  |  |                                        |  |
|                                           |                             | Gustav I, re di Svezia              | Erik Johansson Vasa           |  |  |       |  |  |                                       |  |  |                                        |  |
|                                           |                             | Gustav I, re di Svezia              | Cecilia Månsdotter Eka        |  |  |       |  |  |                                       |  |  |                                        |  |
| Katarina Gustavsdotter Vasa               |                             | Gustav I, re di Svezia              |                               |  |  |       |  |  |                                       |  |  |                                        |  |
|                                           |                             | Margherita Eriksdotter Leijonhufvud | Erik Abrahamsson Leijonhufvud |  |  |       |  |  |                                       |  |  |                                        |  |
|                                           |                             | Margherita Eriksdotter Leijonhufvud | Erik Abrahamsson Leijonhufvud |  |  |       |  |  |                                       |  |  |                                        |  |
|                                           |                             | Margherita Eriksdotter Leijonhufvud | Ebba Eriksdotter Vasa         |  |  |       |  |  |                                       |  |  |                                        |  |
| Ulrich II, conte della Frisia orientale   |                             | Margherita Eriksdotter Leijonhufvud |                               |  |  |       |  |  |                                       |  |  |                                        |  |
|                                           | Frederik I, re di Danimarca | Christian I, re di Danimarca        |                               |  |  |       |  |  |                                       |  |  |                                        |  |
|                                           | Frederik I, re di Danimarca | Christian I, re di Danimarca        |                               |  |  |       |  |  |                                       |  |  |                                        |  |
|                                           | Frederik I, re di Danimarca | Dorothea von Brandenburg-Kulmbach   |                               |  |  |       |  |  |                                       |  |  |                                        |  |
| Adolf, duca di Schleswig-Holstein-Gottorp | Frederik I, re di Danimarca |                                     |                               |  |  |       |  |  |                                       |  |  |                                        |  |
|                                           |                             | Zofia Pomorska                      | Bogusław X, duca di Pomerania |  |  |       |  |  |                                       |  |  |                                        |  |
|                                           |                             | Zofia Pomorska                      | Bogusław X, duca di Pomerania |  |  |       |  |  |                                       |  |  |                                        |  |
|                                           |                             | Zofia Pomorska                      | Anna Jagiellonka              |  |  |       |  |  |                                       |  |  |                                        |  |
| Anna von Schleswig-Holstein-Gottorf       |                             | Zofia Pomorska                      |                               |  |  |       |  |  |                                       |  |  |                                        |  |
|                                           |                             | Philipp I, langravio d'Assia        | Wilhelm II, langravio d'Assia |  |  |       |  |  |                                       |  |  |                                        |  |
|                                           |                             | Philipp I, langravio d'Assia        | Wilhelm II, langravio d'Assia |  |  |       |  |  |                                       |  |  |                                        |  |
|                                           |                             | Philipp I, langravio d'Assia        | Anna von Mecklenburg-Schwerin |  |  |       |  |  |                                       |  |  |                                        |  |
| Christine von Hessen                      |                             | Philipp I, langravio d'Assia        |                               |  |  |       |  |  |                                       |  |  |                                        |  |
|                                           |                             | Christina von Sachsen               | Georg, duca di Sassonia       |  |  |       |  |  |                                       |  |  |                                        |  |
|                                           |                             | Christina von Sachsen               | Georg, duca di Sassonia       |  |  |       |  |  |                                       |  |  |                                        |  |
|                                           |                             | Christina von Sachsen               | Barbara Jagiellonka           |  |  |       |  |  |                                       |  |  |                                        |  |
|                                           |                             | Christina von Sachsen               |                               |  |  |       |  |  |                                       |  |  |                                        |  |